# Gary Baseman
Gary Baseman (1960, Los Angeles) é um artista visual estadunidense, conhecido particularmente por seus trabalhos como ilustrador e cartunista. Ele vive e trabalha em Los Angeles, Califórnia. Baseman formou-se pela UCLA em 1982, e desde então tem trabalhado com belas artes, arte comercial, editoração e produção e direção de filmes de animação. O artista também é conhecido como um dos expoentes do movimento artístico surrealismo pop e em 2003 foi eleito pela Entretainment Weekly como uma das "100 pessoas mais criativas do mundo".

## Destaques
Suas obras destacam-se pelo uso de personagens com olhos imensos em situações cômicas, e pelo vívido uso da cor. Ele declarou ter sido influenciado por várias fontes, dentre as quais os cartoons da Warner Brothers, antigas HQs dos Estados Unidos, Hieronymus Bosch, Day of the Dead e arte pop japonesa. A obra de Baseman é parte de coleções permanentes da National Portrait Gallery em Washington DC e do Museu de Arte Moderna de Roma. Como ilustrador, seus clientes corporativos incluem Gatorade, Mercedes-Benz e Nike. Também criou a arte para o popular jogo de tabuleiro Cranium.
Baseman é o criador e produtor executivo de Teacher's Pet, série de desenhos animados feita para a ABC/Disney, a qual ganhou três vezes o Emmy Award para Best Daytime Animated ("Melhor Desenho Animado Diurno"), sendo que dois anos consecutivamente, bem como um BAFTA por "Melhor Programação Internacional para Crianças". Teacher’s Pet foi filmado em 2004 e lançado pela Buena Vista/Walt Disney Pictures.
Artista prolífico, suas obras têm aparecido nas páginas de Esquire, Forbes, GQ, The New Yorker, Time, Reader's Digest e Rolling Stone, bem como no The New York Times. A Chronicle Books publicou em 2004 uma monografia sobre a obra de Baseman, intitulada Dumb Luck: The Art of Gary Baseman. O arista é ainda reconhecido como um criador de designer toys, principalmente pelos bonecos Dunny, produzidos pela empresa estadunidenses Kid Robot, e bonecos Qee, fabricados em Hong Kong pela Toy2R.